# Joannes-Henricus von Franckenberg
Joannes-Henricus von Franckenberg (Gross-Glogau, 18 settembre 1726 – Breda, 11 giugno 1804) è stato un cardinale e arcivescovo cattolico tedesco.

## Biografia
Nacque a Gross-Glogau, allora in Prussia, oggi in Polonia, il 18 settembre 1726.
Fu arcivescovo di Malines dal 1759 al 1804.
Papa Pio VI lo elevò al rango di cardinale nel concistoro del 1º giugno 1778.
Morì l'11 giugno 1804 all'età di 77 anni. È stato onorato con l'ordine Ordine reale di Santo Stefano d'Ungheria dall'Imperatrice.

## Genealogia episcopale e successione apostolica
La genealogia episcopale è:
- Cardinale Scipione Rebiba
- Cardinale Giulio Antonio Santori
- Cardinale Girolamo Bernerio, O.P.
- Arcivescovo Galeazzo Sanvitale
- Cardinale Ludovico Ludovisi
- Cardinale Luigi Caetani
- Cardinale Ulderico Carpegna
- Cardinale Paluzzo Paluzzi Altieri degli Albertoni
- Cardinale Flavio Chigi
- Papa Clemente XII
- Cardinale Giovanni Antonio Guadagni, O.C.D.
- Cardinale Cristoforo Migazzi
- Cardinale Joannes-Henricus von Franckenberg

La successione apostolica è:
- Vescovo Felix Josephus Hubertus de Wavrans (1762)
- Vescovo Govaart-Geeraard van Eersel (1772)
- Vescovo Jacques-Thomas-Joseph Wellens (1776)
- Vescovo Felix Willem Antonius Brenart (1777)
- Vescovo Corneille-François de Nélis (1785)